# Ани Бароуз
Ани Бароуз (на английски: Annie Barrows) е американска писателка, авторка на произведения в жанровете детска литература и исторически роман.

## Биография и творчество
Ани Бароуз е родена през 1962 г. в Сан Диего, Калифорния, САЩ. Има по-голяма сестра. Израства в Сан Анселмо, Северна Калифорния. Прекарва много време в градската библиотека и дори получава работа там докато учи в гимназията. Завършва Калифорнийския университет в Бъркли, с бакалавърска степен по специалност „средновековна история". След дипломирането си работи коректор на художествено списание и като асистент, редактор и старши редактор за издателство „Хроникъл буукс“ в Сан Франциско. Получава през 1996 г. магистърска степен по творческото писане в колежа „Милс“. След раждането на първото си дете се обръща към мечтата си за писателска кариера, като първоначално опитва да пише документални книги.
През 2003 г. започва да пише книги за деца. Първият ѝ роман „Айви и Бийн“ от едноименната успешна поредица е публикуван през 2006 г. Двете приятелки се впускат в невероятни, понякога опасни или забавни приключения – разговори с животни, търсене на духове, откриване на динозаври, пакости към възрастните, и др.
Писателката Мери Ан Шафър (1934 – 2008) прави изследвания и подготвя нов роман, но се разболява от рак и моли племенницата си Ани Бароуз за довършването на книгата. Романът „Клуб на любителите на книги и пай от картофени обелки от остров Гърнзи“ е публикуван шест месеца след смъртта ѝ през 2008 г. Романът описва събитията на остров Гърнзи по време на германската окупация и обществото на местните граждани, които не са сломени от войната. Книгата става бестселър и е публикувана в над 30 страни по света. През 2018 г. романът е екранизиран в едноименния филм с участието на Лили Джеймс, Глен Пауъл и Матю Гууд.
Ани Бароуз живее със семейството си в Бъркли, Северна Калифорния.

## Произведения

### Самостоятелни романи
- The Guernsey Literary and Potato Peel Pie Society (2008) – с Мери Ан Шафър
Клуб на любителите на книги и пай от картофени обелки от остров Гърнзи, изд.: ИК „Колибри“, София (2013), прев. Анелия Николова
- The Truth According to Us (2015)
- Nothing (2017)

### Серия „Айви и Бийн“ (Ivy and Bean)
1. Ivy and Bean (2006)
2. The Ghost That Had to Go (2006)
3. Break the Fossil Record (2007)
4. Take Care of the Babysitter (2008)
5. Bound to be Bad (2008)
6. Doomed to Dance (2009)
7. What's the Big Idea? (2010)
8. No News Is Good News (2011)
9. Make the Rules (2012)
10. Take the Case (2013)
11. One Big Happy Family (2018)

### Серия „Мири и Моли“ (Miri and Molly)
1. The Magic Half (2007)
2. Magic in the Mix (2012)

### Екранизации
- 2018 The Guernsey Literary and Potato Peel Pie Society